# Stenus eriensis
Stenus eriensis är en skalbaggsart som beskrevs av Thomas Casey. Stenus eriensis ingår i släktet Stenus och familjen kortvingar. Inga underarter finns listade i Catalogue of Life.